# Liste der Straßen und Brücken in Hamburg-Waltershof

Lage von Waltershof in Hamburg und im Bezirk Hamburg-Mitte (hellrot)

Die Liste der Straßen und Brücken in Hamburg-Waltershof ist eine Übersicht der im Hamburger Stadtteil Waltershof vorhandenen Straßen und Brücken. Sie ist Teil der Liste der Verkehrsflächen in Hamburg.

## Überblick
In Waltershof (Ortsteilnummer 140) leben 0 Einwohner (Stand: 31. Dezember 2023) auf 9,8 km². Waltershof liegt in den Postleitzahlenbereichen 21107 und 21129.
In Waltershof gibt es 37 benannte Verkehrsflächen, darunter sieben Brücken, vier Kais, fünf Höfte und zwei Ufer.

## Übersicht der Straßen
Die nachfolgende Tabelle gibt eine Übersicht über alle benannten Verkehrsflächen im Stadtteil sowie einige dazugehörige Informationen. Im Einzelnen sind dies:
- Name/Lage: aktuelle Bezeichnung der Straße. Über den Link (Lage) kann die Straße auf verschiedenen Kartendiensten angezeigt werden. Die Geoposition gibt dabei ungefähr die Mitte an. Bei längeren Straßen, die durch zwei oder mehr Stadtteile führen, kann es daher sein, dass die Koordinate in einem anderen Stadtteil liegt.
- Straßenschlüssel: amtlicher Straßenschlüssel, bestehend aus einem Buchstaben (Anfangsbuchstabe der Straße) und einer dreistelligen Nummer.
- Länge/Maße in Metern:
Hinweis: Die in der Übersicht enthaltenen Längenangaben sind nach mathematischen Regeln auf- oder abgerundete Übersichtswerte, die im Digitalen Atlas Nord[1] mit dem dortigen Maßstab ermittelt wurden. Sie dienen eher Vergleichszwecken und werden, sofern amtliche Werte bekannt sind, ausgetauscht und gesondert gekennzeichnet.
Bei Plätzen sind die Maße in der Form a × b bei rechteckigen Anlagen oder a × b × c bei dreiecksförmigen Anlagen mit a als längster Kante dargestellt.
Der Zusatz (im Stadtteil) gibt an, wie lang die Straße innerhalb des Stadtteils ist, sofern sie durch mehrere Stadtteile verläuft.
- Namensherkunft: Ursprung oder Bezug des Namens.
- Datum der Benennung: Jahr der offiziellen Benennung oder der Ersterwähnung eines Namens, bei Unsicherheiten auch die Angabe eines Zeitraums.
- Anmerkungen: Weitere Informationen bezüglich anliegender Institutionen, der Geschichte der Straße, historischer Bezeichnungen, Baudenkmale usw.
- Bild: Foto der Straße oder eines anliegenden Objektes.

| Name/Lage                           | Straßen- schlüssel | Länge/Maße (in Metern) | Namensherkunft                                                                          | Datum der Benennung | Anmerkungen | Bild                         |
| ----------------------------------- | ------------------ | ---------------------- | --------------------------------------------------------------------------------------- | ------------------- | --- | ---------------------------- |
| Altenwerder Damm (Lage)             | A142               | 1520                   | Hamburger Stadtteil Altenwerder                                                         | 1927/29             | | Altenwerder Damm             |
| Am Genter Ufer (Lage)               | A679               | 1510                   | Gent, Stadt in Belgien                                                                  | 2004                | | Am Genter Ufer               |
| Am Jachthafen (Lage)                | A261               | 0390                   | nach der Lage am bis 1961 existierenden Jachthafen                                      | 1929                | | Am Jachthafen                |
| Am Köhlfleet (Lage)                 | A276               | 0170                   | nach der Lage am Köhlfleet                                                              | 1929                | | Am Köhlfleet                 |
| Amsterdamer Kai (Lage)              | A555               | 0495                   | Amsterdam, Stadt in den Niederlanden                                                    | 1971                | |                              |
| Antwerpenstraße (Lage)              | A446               | 1520                   | Antwerpen, Stadt in Belgien                                                             | 1966                | | Antwerpenstraße              |
| Athabaskahöft (Lage)                | A490               |                        | nach dem englischen Schraubendampfer Athabasca, der 1891 hier nach einer Kollision sank | 1912                | |                              |
| Athabaskakai (Lage)                 | A592               | 0705                   | nach dem englischen Schraubendampfer Athabasca, der 1891 hier nach einer Kollision sank | 1976                | |                              |
| Aue-Hauptdeich (Lage)               | A550               | 0390 (im Stadtteil)    | nach Lage und Funktion an der Aue, einem Nebenarm der Süderelbe                         | 1970                | nördlich der Aue in Finkenwerder                                                                                           | Aue-Hauptdeich (Waltershof)  |
| Brügger Ufer (Lage)                 | B747               | 1615                   | Brügge, Stadt in Belgien                                                                | 1968                | |                              |
| Bubendey-Ufer (Lage)                | B653               | 1150                   | Johann Friedrich Bubendey (1848–1919), Wasserbauingenieur                               | 1914                | | Bubendey-Ufer                |
| Bubendeyweg (Lage)                  | B654               | 1415                   | in Anlehnung an das Bubendey-Ufer                                                       | 1953                | | Bubendeyweg                  |
| Burchardkai (Lage)                  | B714               | 2040                   | Johann Heinrich Burchard (1852–1912), Rechtsanwalt und Hamburger Bürgermeister          | 1912                | Ebenfalls nach Burchard benannt sind die in Altstadt gelegene Burchardstraße und der Burchardplatz.                        |                              |
| Dradenaubrücke (Lage)               | D259               | 0060                   | in Anlehnung an die Dradenaustraße                                                      | 1974                | überquert im Zuge der Dradenaustraße die Gleisanlagen des Güterverkehrs                                                    | Dradenaubrücke               |
| Dradenaustraße (Lage)               | D175               | 1860                   | nach der im 16. Jahrhundert eingedeichten Elbinsel Dradenau                             | 1955                | | Dradenaustraße               |
| Finkenwerder Brücke (Lage)          | F312               | 0095                   | Hamburger Stadtteil Finkenwerder                                                        | 1974                | überquert im Zuge der Finkenwerder Straße Gleisanlagen des Güterverkehrs                                                   | Finkenwerder Brücke          |
| Finkenwerder Ring (Lage)            | F345               | 0055 (im Stadtteil)    | nach dem Hamburger Stadtteil Finkenwerder und dem Verlauf der Straße                    | 2007                | südlicher Teil in Altenwerder                                                                                              | Finkenwerder Ring            |
| Finkenwerder Ringbrücke-Ost (Lage)  | F348               | 0010 (im Stadtteil)    | nach dem Hamburger Stadtteil Finkenwerder sowie Lage und Funktion                       | 2007                | verläuft im Zuge des Finkenwerder Rings; südlicher Teil in Altenwerder                                                     | Finkenwerder Ringbrücke-Ost  |
| Finkenwerder Ringbrücke-Süd (Lage)  | F347               | 0125                   | nach dem Hamburger Stadtteil Finkenwerder sowie Lage und Funktion                       | 2007                | verläuft im Zuge des Finkenwerder Rings; lt. Straßenverzeichnis auch in Waltershof, lt. Grundkarte komplett in Altenwerder | Finkenwerder Ringbrücke-Süd  |
| Finkenwerder Ringbrücke-West (Lage) | F346               | 0005 (im Stadtteil)    | nach dem Hamburger Stadtteil Finkenwerder sowie Lage und Funktion                       | 2007                | verläuft im Zuge des Finkenwerder Rings; überwiegender südlicher Teil in Altenwerder                                       | Finkenwerder Ringbrücke-West |
| Finkenwerder Straße (Lage)          | F293               | 3275 (im Stadtteil)    | Hamburger Stadtteil Finkenwerder                                                        | 1970                | nur westlich und östlich der Vollhöfner Weiden teilweise in Altenwerder, sonst in Waltershof                               | Finkenwerder Straße          |
| Genter Ufer (Lage)                  | G367               | 0255                   | Gent, Stadt in Belgien                                                                  | 1971                | |                              |
| Hornsand (Lage)                     | H712               | 0400                   | nach einer Flurbezeichnung                                                              | 1971                | | Hornsand                     |
| Jachtweg (Lage)                     | J003               | 0100                   | nach der Lage am bis 1961 existierenden Jachthafen                                      | 1927                | | Jachtweg                     |
| Köhlbrandbrücke (Lage)              | K545               | 1680 (im Stadtteil)    | Köhlbrand, Mündungsarm der Süderelbe in die Norderelbe                                  | 1974                | östlicher Teil in Steinwerder                                                                                              | Köhlbrandbrücke (Hamburg)    |
| Köhlfleetdamm (Lage)                | K314               | 0460                   | nach der Lage beim Köhlfleet                                                            | 1927                | | Köhlfleetdamm                |
| Kurt-Eckelmann-Straße (Lage)        | K620               | 0350                   | Kurt Eckelmann (1916–1994), Unternehmer                                                 | 1996                | | Kurt-Eckelmann-Straße        |
| Maakenwerder Höft (Lage)            | M004               |                        | nach der ehemaligen Elbinsel Makenwärder                                                | 1910                | |                              |
| Parkhöft (Lage)                     | P034               |                        | nach der ehemaligen Elbinsel Park                                                       | 1910                | |                              |
| Predöhlkai (Lage)                   | P193               | 0940                   | Max Predöhl (1854–1923), Jurist, Senator und Bürgermeister                              | 1914                | |                              |
| Rugenberger Damm (Lage)             | R358               | 1035                   | nach der ehemaligen Elbinsel Rugenbergen und der Lage an der Rugenberger Schleuse       | 1929                | | Rugenberger Damm             |
| Seemannshöft (Lage)                 | S383               |                        | nach dem Lotsenhaus und der dortigen Seemannsschule                                     | 1910                | |                              |
| Tankweg (Lage)                      | T010               | 1455                   | nach den Tankanlagen am nahegelegenen Petroleumhafen                                    | 1927                | | Tankweg                      |
| Waltershofer Brücke (Lage)          | –                  | 0160                   | nach der Lage im Stadtteil                                                              | 1911                | führt im Zuge des Waltershofer Damms über die Grenze zwischen dem Rugenberger und dem Waltershofer Hafen                   | Waltershofer Brücke          |
| Waltershofer Damm (Lage)            | W049               | 0875                   | nach der Lage im Stadtteil                                                              | 1927                | | Waltershofer Damm            |
| Waltershofer Höft (Lage)            | W050               |                        | nach der Lage im Stadtteil                                                              | 1910                | |                              |
| Zellmannstraße (Lage)               | Z013               | 0525                   | Karl Friedrich Wilhelm Zellmann (1855–1915), Senatssyndikus                             | 1967                | | Zellmannstraße               |

## Sonstiges
Die Altenwerder Brücke wird nur noch im Straßenverzeichnis geführt. Nach der Lage muss es sich um die heutige Finkenwerder Ringbrücke-Ost handeln.